# Руставі 2
Руставі 2 (груз. რუსთავი 2) — приватна телекомпанія Грузії в місті Руставі, телеканал. Здійснює цілодобову трансляцію через супутник, канал можна дивитися на Близькому Сході та Європі.

## Історія
Руставі 2 з'явився в ефірі в 1994 році. Канал був в сильній опозиції до Едуарда Шеварнадзе. Найпопулярніший журналіст Грузії, яки працював на Р2, Ґіорґі Саная був вбитий в липні 2001. Багатьма це було розцінене як політичне вбивство. Руставі 2 був головним каналом і трибуною опозиції, лідером якої був Михеїл Саакашвілі, під час Революції Троянд 2003 року.

## Інциденти
8 липня 2019 стався інцидент: у прямому ефірі авторської програми «P.S.» («Поскріптум»), ведучий Георгій Габунія нецензурно висловився щодо президента РФ Путіна. Гендиректор «Руставі 2» Ніка Гварамія заявив про припинення мовлення після того, як до офісу телекомпанії прийшли близько 200 осіб, які зажадали вибачень за скандальний ефір.
18 липня, після рішення Європейського суду з прав людини, згідно з яким бізнесмен Кібар Халваші повернув собі у володіння «Руставі 2», новий власник заявив, що збереже свободу слова на опозиційному телеканалі, проте звільнив його гендиректора Ніколоза Гварамія. За словами Халваші, оприлюдненими на його сторінки фейсбуку, "Гварамія, якого насправді призначив той режим, який забрав [у Халваші] компанію ["Панорама"], не зможе продовжити роботу в компанії ні в статусі журналіста, ні, безумовно, генерального директора".
20 липня новий генеральний директор телекомпанії «Руставі 2» Паата Салія повідомив, що новий власник телеканалу Кібар Халваші не втручатиметься в редакційну політику телеканалу. Він зауважив поганий фінансовий стан «Руставі 2» та пообіцяв обговорити з власником створення громадської ради, яка контролюватиме кадрове питання в телекомпанії.
20 серпня директор каналу Паата Салія звільнив провідних журналістів Георгія Габунію, Георгія Лаперашвілі, Нанука Жоржоліані й Еку Квесітадзе. Причиною звільнення було названо «конфлікт інтересів».